# Ангел Димов
Ангел Димов (Неготино, 1953) српски је и југословенски певач народне музике, пореклом из Македоније. Певањем се бави преко 40 година.

## Биографија
Ангел је рођен у месту Неготино 1953. године. Отац и ујак су му били музичари. Још као дете је ишао да пева на разним музичким такмичењима.
Као младић долази у Београд, а од 1969. године свирао је бас гитару у истоименом ансамблу и учинио први искорак у певање, путујући кроз целу Југославију. Након напуштања овог ансамбла, наступао је на свадбама, а након војске је оформио свој оркестар са још једном легендом српске народне музике, Савом Радусиновићем. Његов први велики успех је био са песмом Два прстена два сведока са којом је 1978. године победио на сарајевском фестивалу Илиџа. Године 1983. песма Једна прича о нама коју је урадио Новица Урошевић, доноси му знатну популарност у Србији и Југославији.
Неке од његових најпознатијих песама су Куд ме водиш животе једини, Волела си каранфиле беле, Не пружај ми руку на растанку, Александра, Жено моја, Богови су одредили, Још увек се зовеш мојом, Два прстена два сведока итд. Урадио је албум са песмама на македонском језику.
Живи у Београду.

## Фестивали
- 1978. Илиџа — Два прстена, два сведока, победничка песма
- 1979. Хит парада — Где смо погрешили
- 1980. Илиџа — Растајем се са вољеном женом
- 1986. Илиџа — За твоје очи
- 1987. Млава пева јулу, Велико Лаоле — Између Пека и Млаве
- 1989. Шумадијски сабор — Јава или сан
- 1989. МЕСАМ — Песма печалбара
- 1993. Шумадијски сабор — Љубав ствара чуда
- 1995. Моравски бисери — Пусти да верујем
- 2006. Моравски бисери — С твојим ликом, дан ме буди
- 2008. Илиџа — Два прстена, два сведока (Вече легенди фестивала)
- 2011. Лира, Београд — Јави ми се, Миро
- 2014. Михољско лето, Шабац — После сваке моје песме
- 2015. Михољско лето, Шабац — Волим лепе жене
- 2016. Михољско лето, Шабац — Само она тужна била — Песма печалбара
- 2017. Михољско лето, Шабац — Дошао сам на њено весеље
- 2018. Михољско лето, Шабац — Ко те волео, не воли те више
- 2018. Лира, Београд — Кицош

## Дискографија
- Два прстена два сведока (1978)
- Где ли смо погрешили (1978)
- Како ти је име (1979)
- Растајем се са вољеном женом (1980)
- Вољена не пиши ми више (1981)
- Једна прича о нама (1983)
- Не дам је, друже (1985)
- За очи твоје (1986)
- Нови македонски песни (1986)
- Што ми сломи срце / Долазим ти, мајко (1988)
- А ја сам твој / Оптимиста (1989)
- Бране да те волим / Како да те сакријем (1991)
- Богови су одредили (1994)
- извор сајт Discogs